# PERC%NT
PERC%NT(퍼센트, 본명: 변영수, 1991년 6월 21일 ~)는 미스틱엔터테인먼트 소속의 대한민국의 가수, 작곡가이다. PERC%NT는 부끄러움을 타는 평소 모습과는 달리 무대에서는 완전히 달라지는 상반된 두 매력을 분할하면서 완결된 하나의 기호 ‘%’를 의미한다. PERC%NT는 2017년 소속사 미스틱엔터테인먼트의 음악 플랫폼 LISTEN의 세 번째 주자로 첫 개인 디지털 싱글 《LISTEN 003 Weekend》를 발매하며 데뷔하였다.

## 생애

### 2012-15: 초기 활동
2012년 5월 크리스는 예명으로 기타리스트 한요한, 베이시스트 고대승, 드러머 한상희와 함께 밴드 발렌시아코트를 구성하였다. 11월 30일 PERC%NT는 발렌시아코트로 싱글 《Fame》을 발매한 뒤, 다음 해 2013년 1월 29일 EP 《Imagination》을 발매하였다. 2014년 3월 27일 영수는 가수 긱스의 멤버 루이의 정규 앨범 《靈感》의 수록곡 〈Change The Game (Rock Ver.)〉을 피쳐링하였다. 또한 편곡에도 참여하였다.
2015년 1월 26일 영수는 서울특별시 마포구 서교동 라이브클럽 타에서 첫 라이브 개인 콘서트 《Momentum》을 진행하였다. 이후 영수는 미스틱엔터테인먼트와 계약한 후 5월 6일 가수 퓨어킴과 함께 서울특별시 마포구 서교동 레진코믹스 브이홀에서 열린 콘서트 《미스틱 오픈런》을 진행하였다. 9월 19일 영수는 소속사 미스틱엔터테인먼트가 주최하는 2015 멜로디 포레스트 캠프에 참여하여 버스킹 공연을 진행하였다. 10월 27일 영수는 가수 DAY6, 리플렉스와 함께 콘서트 《미스틱 오픈런》에 다시 참여하여 공연하였다. 2016년 11월 28일 영수는 피아니스트 윤한의 정규 앨범 《LOVELESS》의 타이틀곡 〈널 위한 노래〉의 작사, 작곡 및 편곡에 참여하였다.

### 2016-현재: PERC%NT
2016년 12월 30일 영수의 소속사 미스틱엔터테인먼트는 자사 음악 플랫폼 LISTEN의 세 번째 주자로 PERC%NT가 참여할 것을 밝혔다. 이 시기 영수는 예명 PERC%NT를 사용하기 시작했다. 2017년 1월 1일 자정 PERC%NT는 데뷔 디지털 싱글 《LISTEN 003 Weekend》를 발매하였다. 2월 10일 PERC%NT는 음악 플랫폼 LISTEN의 다섯 번째 주자로 참여할 것을 밝혔다. 《LISTEN 003 Weekend》에 이어 한 달 만에 다시 LISTEN에 참여하였다. 2월 12일 자정 PERC%NT는 디지털 싱글 《LISTEN 005 Snowball》을 발매하였다. 4월 11일 PERC%NT는 서울특별시 용산구 현대카드 언더스테이지에서 열린 소속사 미스틱엔터테인먼트의 음악 플랫폼 월간 윤종신과 대한민국의 기업 현대카드가 함께 기획한 콘서트 《윤종신 Curated - Obey Giant Welcome Party》에 참여하여 그간 발매한 싱글을 공연하였다. 7월 29일 오후 6시 PERC%NT는 LISTEN를 통해 새 디지털 싱글 《LISTEN 011 Drunk》를 발매하였다.
같은 시기 PERC%NT는 싱어송라이터의 모습 뿐만 아니라 프로듀서로서의 모습도 보였다. 2017년 6월 11일 PERC%NT는 가수 수민의 새 앨범 《Sparkling》의 수록곡 〈그랬으면 해〉를 작사, 작곡과 피쳐링에 참여하였다. 7월 21일 PERC%NT는 Mnet과 네이버 TV의 웹예능 《눈덩이 프로젝트》의 사운드트랙이자 소속사 미스틱엔터테인먼트의 모회사 SM엔터테인먼트의 음악 플랫폼 SM STATION의 일환으로 발매되는 박재정과 NCT의 멤버 마크의 디지털 싱글 《Lemonade Love》의 타이틀곡 〈Lemonade Love〉를 작곡하였다. PERC%NT는 Mnet과 네이버 TV의 웹예능 《눈덩이 프로젝트》에 출연진으로 참여하였다. 이후 장재인과 자이언트핑크와 함께 LISTEN과 SM STATION의 일환으로 《LISTEN 012 Dumb Dumb》을 발매하였다.

## 학력
- 호원대학교 실용음악

## 음반 목록

### 디지털 싱글
- 2017: LISTEN 003 Weekend
- 2017: LISTEN 005 Snowball
- 2017: LISTEN 011 Drunk
- 2017: LISTEN 012 Dumb Dumb (With 장재인, 자이언트핑크)
- 2018: LISTEN 024 꽃잎점

### 작사
- 2012: 발렌시아코트 〈Fame〉
- 2013: 발렌시아코트 <상상 (Imagine)>
- 2013: 발렌시아코트 <Neon Lights>
- 2013: 발렌시아코트 <Someday>
- 2016: 윤한 〈널 위한 노래〉
- 2017: 수민 〈Sparkling〉

### 작곡
- 2012: 발렌시아코트 〈Fame〉
- 2013: 발렌시아코트 <상상 (Imagine)>
- 2013: 발렌시아코트 <Neon Lights>
- 2013: 발렌시아코트 <Someday>
- 2015: 드웨인 〈Promise〉
- 2016: 윤한 〈널 위한 노래〉
- 2017: 수민 〈Sparkling〉
- 2017: 박재정, 마크 〈Lemonade Love〉

### 편곡
- 2013: 발렌시아코트 <상상 (Imagine)>
- 2013: 발렌시아코트 <Neon Lights>
- 2013: 발렌시아코트 <Someday>
- 2014: 루이 〈Change The Game (Rock Ver.)〉
- 2016: 윤한 〈널 위한 노래〉

### 피쳐링
- 2014: 루이 〈Change The Game (Rock Ver.)〉
- 2017: 수민 〈그랬으면 해〉
- 2017: 스쿠비두 〈오후에〉
- 2018: cott <blue winter>

## 음반 외 활동 목록

### TV 버라이어티
- 2017: Mnet, 네이버TV 《눈덩이 프로젝트》 - 출연
- 2018: TV조선 《동네 앨범》

### 공연

#### 단독 공연
- 2015: 《Momeuntum》

#### 참여 공연
- 2015: 《2015 멜로디 포레스트 캠프》
- 2017: 《2017 눈덩이 콘서트》
- 2017: 《2017 멜로디 포레스트 캠프》